# Patrik Kovács (Fußballspieler)
Patrik Kovács (* 9. Februar 2005) ist ein ungarischer Fußballspieler.

## Karriere

### Verein
Kovács begann seine Karriere beim Gyáli Lurkó SE. Zur Saison 2011/12 wechselte er zum Gloriett SE. Zur Saison 2015/16 wechselte er zu Ferencváros Budapest. Zur Saison 2020/21 kam er in die Jugend des MTK Budapest FC. Zur Saison 2021/22 wechselte er nach Österreich in die Akademie des FC Red Bull Salzburg, bei dem er einen bis Juni 2024 laufenden Vertrag erhielt.
Im April 2022 debütierte Kovács für das Farmteam der Salzburger, FC Liefering, in der 2. Liga, als er am 25. Spieltag jener Saison gegen den SV Lafnitz in der Startelf stand. Dies sollte sein einziger Zweitligaeinsatz bleiben, in der Saison 2022/23 kam er wieder ausschließlich für die Akademie zum Einsatz. Zur Saison 2023/24 kehrt er zu MTK zurück.

### Nationalmannschaft
Kovács spielte 2019 und 2020 für die ungarische U-16-Auswahl. Im September 2021 debütierte er im U-17-Team.